# Cimetière d'Etterbeek
 (octobre 2021).
Si vous disposez d'ouvrages ou d'articles de référence ou si vous connaissez des sites web de qualité traitant du thème abordé ici, merci de compléter l'article en donnant les références utiles à sa vérifiabilité et en les liant à la section « Notes et références ».
Le cimetière d'Etterbeek est le cimetière de la commune bruxelloise d'Etterbeek situé dans la commune de Wezembeek-Oppem, en Brabant flamand, comme le cimetière de Woluwe-Saint-Lambert qu'il jouxte. 
Il a succédé à l'ancien cimetière etterbeekois de 1897, désaffecté en 1966, sur l'emplacement duquel a été bâti le Parc Georges Henri, à Woluwe-Saint-Lambert.
Dessiné par l'architecte L. Steinier, la première inhumation y a eu lieu le 3 novembre 1958.

## Personnalités enterrées au cimetière d'Etterbeek
La liste ci-dessous est triée par ordre croissant de date de décès
- Omer Lepreux (1856-1927) : homme politique et banquier.
- Jules Carlier (1851--1930) : homme politique et industriel.
- Paul Kenis (1885-1934) : écrivain.
- Paul Otlet (1868-1944) : bibliographe.